# Коровинский, Станислав Павлович
Станислав Павлович Коровинский (1945-1999) — российский генерал-майор, активный участник контртеррористической операции на Северном Кавказе, умер при исполнении служебных обязанностей.

## Биография
Станислав Павлович Коровинский родился 24 февраля 1945 года. На протяжении многих лет служил в системе исправительно-трудовых учреждений сначала Министерства внутренних дел СССР и Российской Федерации, а затем Министерства юстиции Российской Федерации. После распада СССР внёс большой вклад в реформирование уголовно-исполнительной системы, налаживание её работы в новых условиях. В 1990-е годы занимал должность заместителя начальника Главного управления исполнения наказаний Министерства юстиции Российской Федерации, курировал конвойные подразделения. Под его непосредственном руководством осуществлялась передача функций конвоирования и содержания осуждённых от Министерства внутренних дел Министерству юстиции.
С началом боевых действий на Северном Кавказе генерал-майор внутренней службы Коровинский многократно ездил в служебных командировки в Чеченскую Республику. Когда в августе 1999 года со вторжения незаконных формирований сепаратистов на территорию Республики Дагестан началась Вторая чеченская война, он принял на себя руководство действиями оперативной группировки сил Уголовно-исполнительной системы Министерства юстиции Российской Федерации. Несмотря на плохое состояние здоровья и пенсионный возраст, он лично вылетел в Дагестан, где принял активное участие в планировании операций по разгрому вторгшихся в республику боевиков, а затем и в восстановлении конституционного порядка в Чеченской Республике.
Вечером 29 декабря 1999 года Коровинский, находясь в командно-штабной машине, работал с документами. Здесь, на своём посту, он скоропостижно скончался от обширного инфаркта. Тело генерала обнаружил дежурный, обративший внимание на горящий свет. Похоронен на Троекуровском кладбище Москвы.
За долгие годы добросовестной службы на руководящих должностях в системе исполнения наказаний СССР и Российской Федерации, участие в контртеррористической операции на Северном Кавказе генерал-майор внутренней службы Станислав Павлович Коровинский был награждён многими государственными и ведомственными наградами, в том числе двумя орденами Мужества.

## Память
- Приказом Министерства юстиции Российской Федерации генерал-майор внутренней службы Станислав Павлович Коровинский навечно зачислен в списки личного состава Федеральной службы исполнения наказаний[1].
- Имя Коровинского носит Управление по конвоированию Управления Федеральной службы исполнения наказаний по городу Москве.
- Около здания Управления по конвоированию по городу Москве установлен памятник генералу Коровинскому[3].
- Имя Коровинского носит Смотр-конкурс на лучшее специальное подразделение территориальных органов Федеральной службы исполнения наказаний по конвоированию, проводящийся ежегодно в Российской Федерации[4][5].